# Чемпионат мира по регби 2027
Чемпионат мира по регби 2027 (англ. 2027 Rugby World Cup) — 11-й розыгрыш чемпионата мира по регби, который пройдёт в 2027 году.
Чемпионский титул будет защищать сборная ЮАР.

## Выборы хозяев
В июне 2019 года три страны выдвинули свои заявки на проведение чемпионата мира: Аргентина, Австралия и Россия. В прессе появлялись публикации о заинтересованности США и ЮАР, которые, однако, ничем не подтвердились.
В конце 2018 года президент World Rugby Билл Бомонт заявил, что после проведения чемпионата мира 2023 года во Франции следующий может быть отдан «развивающейся» по регбийным меркам стране. Занимавший должность исполнительного директора Бретт Госпер предположил в 2019 году, что World Rugby может одновременно определить места проведения Кубков мира 2027 и 2031 годов, причём оптимальным для подачи американцами заявки стал бы 2031 год. По оценке прессы, местами проведения кубков 2015, 2019 и 2023 годов были выбраны страны Северного полушария, а поскольку Кубок 2023 года пройдёт во Франции, то маловероятным будет проведение турнира не только в Европе, но и в Северном полушарии вообще.
Решение по месту проведения чемпионата мира по регби 2027 и 2031 годов было принято в 2022 году.

## Стадионы
Регби Австралия объявило 13 декабря 2017 года о подаче страной заявки на проведение чемпионата мира 2027 года. Австралия проводила в прошлом в 1987 году несколько матчей кубка мира совместно с Новой Зеландией, а также в одиночку провела чемпионат мира 2003 года.
| Сидней              | Сидней                                                                     | Мельбурн                                                                   | Мельбурн                           |
| ------------------- | -------------------------------------------------------------------------- | -------------------------------------------------------------------------- | ---------------------------------- |
| Австралия           | Сиднейский футбольный стадион                                              | Доклендс                                                                   | Мельбурнский прямоугольный стадион |
| Вместимость: 75 000 | Вместимость: 45 000                                                        | Вместимость: 56 347                                                        | Вместимость: 33 000                |
|                     |                                                                            |                                                                            |                                    |
| Перт                | Сидней Брисбен Мельбурн Аделаида Перт Голд-Кост Таунсвилл Канберра Ньюкасл | Сидней Брисбен Мельбурн Аделаида Перт Голд-Кост Таунсвилл Канберра Ньюкасл | Аделаида                           |
| Перт                | Сидней Брисбен Мельбурн Аделаида Перт Голд-Кост Таунсвилл Канберра Ньюкасл | Сидней Брисбен Мельбурн Аделаида Перт Голд-Кост Таунсвилл Канберра Ньюкасл | Аделаидский овал                   |
| Вместимость: 65 000 | Сидней Брисбен Мельбурн Аделаида Перт Голд-Кост Таунсвилл Канберра Ньюкасл | Сидней Брисбен Мельбурн Аделаида Перт Голд-Кост Таунсвилл Канберра Ньюкасл | Вместимость: 53 583                |
|                     | Сидней Брисбен Мельбурн Аделаида Перт Голд-Кост Таунсвилл Канберра Ньюкасл | Сидней Брисбен Мельбурн Аделаида Перт Голд-Кост Таунсвилл Канберра Ньюкасл |                                    |
| Брисбен             | Сидней Брисбен Мельбурн Аделаида Перт Голд-Кост Таунсвилл Канберра Ньюкасл | Сидней Брисбен Мельбурн Аделаида Перт Голд-Кост Таунсвилл Канберра Ньюкасл | Парраматта                         |
| Санкорп             | Сидней Брисбен Мельбурн Аделаида Перт Голд-Кост Таунсвилл Канберра Ньюкасл | Сидней Брисбен Мельбурн Аделаида Перт Голд-Кост Таунсвилл Канберра Ньюкасл | Вестерн-Сидней                     |
| Вместимость: 52 500 | Сидней Брисбен Мельбурн Аделаида Перт Голд-Кост Таунсвилл Канберра Ньюкасл | Сидней Брисбен Мельбурн Аделаида Перт Голд-Кост Таунсвилл Канберра Ньюкасл | Вместимость: 30 000                |
|                     | Сидней Брисбен Мельбурн Аделаида Перт Голд-Кост Таунсвилл Канберра Ньюкасл | Сидней Брисбен Мельбурн Аделаида Перт Голд-Кост Таунсвилл Канберра Ньюкасл |                                    |
| Ньюкасл             | Голд-Кост                                                                  | Канберра                                                                   | Таунсвилл                          |
| Ньюкасл             | Робина                                                                     | Канберра                                                                   | Норт-Квинсленд                     |
| Вместимость: 30 500 | Вместимость: 27 400                                                        | Вместимость: 25 011                                                        | Вместимость: 25 000                |
|                     |                                                                            |                                                                            |                                    |